# Domingo Batet
Domingo Batet, španski general, * 1872, † 1937.
Bil je član skupine, ki je pripravljala državni udar proti Primu de Riveri, a so jih odkrili junija 1926.

## Življenjepis
Leta 1887 je vstopil v vojaško akademijo. Leta 1895 se je kot poročnik prostovoljno javil za služenje v ameriško-kubanski vojni (1895-98); naslednje leto je bil zaradi zaslug povišan v stotnika. Leta 1897 se je vrnil v Španijo, kjer je nadaljeval s študijem. Leta 1919 je bil povišan v polkovnika in leta 1925 še v brigadnega generala. 
Pozneje je postal sodnik; v sklopu preiskave je napisal poročilo o visokem poveljstvu Španske armade v Maroku 
V začetku je podpiral diktaturo de Rivere, a je bil leta 1926 aretiral in obtožen sodelovanja v vojaškem puču proti diktatorju; vrhovni vojni svet ga je oprostil obtožb.
Ko je bila leta 1931 razglašena druga španska republika, je bil poslan na Majorko, kjer je zamenjal odstranjenega generala Lopez Ochoaja. 
Potem ko je bila 6. oktobra 1934 razglašena država Katalonija, je na ukaz španskega premiera Lerrouxa razglasil izredne razmere in zatrl upor. Kljub bojem sta mu obe strani priznali, da je to naredil z minimalnim uničevanjem in žrtvami.
Ker se je uprl sodelovanju v vojaškem puču 19. julija 1936, sta ga njegova podrejena podpolkovnik José Martín-Pinillos Aizpuru in major Antonio Quintana Algar aretirala. 18. februarja 1937 je bil obsojen na smrt.